# Ippolito Rosellini
Ippolito Rosellini (né le 13 août 1800 à Pise et mort le 4 juin 1843 dans la même ville, de la malaria, est un égyptologue italien du XIXe siècle.

## Biographie
Après avoir étudié l'hébreu et les langues orientales, il devient professeur de ces mêmes langues à l'université de Pise, en 1824. Il publie, l'année suivante : Il sistema géroglifico del signor Champollion.
Jean-François Champollion, le déchiffreur des hiéroglyphes, écrit au Grand-Duc afin qu'il accorde un congé à ce jeune savant afin de se former auprès de lui à Paris.
« Le docteur Rosellini, jeune homme fort instruit et plein d’ardeur, est accouru ici de Florence, où il a appris mon arrivée à Livourne par la bouche du Grand-Duc. Il passe régulièrement ici quatre jours de la semaine, presso il suo caro maestro, et retourne à Pise donner ses leçons à l’université ; c’est un excellent cœur et une tête bien meublée. Il espère venir à Paris pour se perfectionner dans les langues orientales et les études égyptiennes. Son extrait de mon système est bien fait... »
Alors que le musée Charles X (l'actuel département des antiquités égyptiennes du musée du Louvre) est mis en place, il assiste Jean-François Champollion, et lors de l'expédition franco-toscane de 1828-1829, il dirige la partie toscane.
Il publiera par la suite I monumenti dell'Egitto e della Nubia (1832-1844).

## Publications
- (it) Il sistema géroglifico del signor Champollion (1825)
- (it) I monumenti dell'Egitto e della Nubia (1832-1844)